# Kuntur Wachana
Kuntur Wachana (Quechua: „Der Ort, wo die Kondore geboren werden“) ist ein peruanischer, auf Cusco-Quechua gedrehter Spielfilm von Federico García Hurtado aus dem Jahre 1977, der von den Kämpfen der indigenen Bauern eines Quechua-Dorfes in den peruanischen Anden zur Wiedererlangung ihrer von den Hacendados angeeigneten Ländereien handelt.

## Produktion
Federico García Hurtado begann seine Karriere als Filmregisseur in der Zeit der Revolutionären Regierung der Streitkräfte (Gobierno Revolucionario de la Fuerza Armada) unter Juan Velasco Alvarado in deren Organisation SINAMOS (Sistema Nacional de Apoyo a la Movilización Social). Das Kürzel gibt gleichzeitig ein Motto der peruanischen Landreform ab 1969 wieder, Tierra sin amos, „Land ohne Herren“. Die Landfrage, auf deren Lösung die Regierung des Generals Velasco hin arbeitete, ist das Thema des Quechua-Films Kuntur Wachana, des ersten von García Hurtado gedrehten abendfüllenden Spielfilms. Hier trafen sich die Ziele Garcías mit denen Velascos, und so unterstützte der Kommunist García Hurtado die Revolutionäre Regierung der Streitkräfte.
Produzenten des Films waren die Bauernorganisation Federación Agraria Revolucionaria Tupac Amaru del Cusco (FARTAC, benannt nach dem als Tupac Amaru II bekannten José Gabriel Condorcanqui) und die Landwirtschaftliche Produktionsgenossenschaft (Cooperativa Agraria de Producción, CAP) Nº 001 José Zúñiga Letona in Huarán im Distrikt Calca in der Region Cusco. Die Musik des Films, komponiert von Celso Garrido Lecca, wurde später für eine darüber hinaus bekannt gewordene Kantate Kuntur Wachana verwendet. García Hurtado drehte den Film auf der ehemaligen Hacienda Huarán, deren Gutsherr Oscar Fernández kurz zuvor in der Landreform unter Velasco enteignet worden war und die zu diesem Zeitpunkt bereits die landwirtschaftliche Produktionsgenossenschaft José Zúñiga Letona war. Die Genossenschaftsbauern, ehemalige Peones der Hacienda, sind die Protagonisten des Films und spielen sich selbst, ebenso wie der im ersten Teil des Films auftretende tatsächliche Bauernführer Saturnino Huillca Quispe. So sind die Gesamtgeschichte der Bauernbefreiung und sogar die ihre eigenen Rollen spielenden Personen real, wenn auch die einzelnen Szenen durch García Hurtados Drehbuch fiktiv gestaltet sind. Während die Bauern selbst Erlebtes spielen, werden die Großgrundbesitzer und ihre Familien von professionellen Schauspielern dargestellt. Im Gegensatz zu den Filmen von Jorge Sanjinés ist Kuntur Wachana in Farbe gedreht und enthält auch Elemente der Ethnographie, darunter gemeinschaftliche Arbeiten und Feste.
Zwei Hauptpersonen des Films waren Märtyrer des Kampfes und mussten von anderen Personen gespielt werden: Mariano Quispe aus Huarán (gespielt von Aparicio Masías) war 1962, José Zúñiga Letona (gespielt von Mario Herrera Hidalgo) 1969 ermordet worden. Als die Filmaufnahmen fertig waren, hatte Francisco Morales Bermúdez die Macht übernommen, dessen politische Ausrichtung der von Velasco konträr war. Bereits 1976, kurz nach dem 1975 erfolgten Putsch gegen Velasco durch Francisco Morales Bermúdez, wurde SINAMOS aufgelöst, und es gab kein Geld mehr für die Fertigstellung des Films. Selbst die Mittel für die Entwicklung der Aufnahmen mussten aus den Geldern der Genossenschaftsbauern von Huarán aufgebracht werden, nachdem diesen versprochen worden war, dass sie durch den Film als Produzenten (CAP José Zúñiga Letona) reich und berühmt würden. Auf Grund der nunmehr als feindselig eingeschätzten politischen Machthaber ging Federico García nach Bolivien und Argentinien – beide ebenfalls von rechten Militärregimes regiert – und stellte den Film an geheimen Orten zusammen. Die Negative des fertigen Films wurde zur Sicherheit an das kubanische Filminstitut in La Habana gesandt. Der Film hatte direkt nach der Rückkehr Federico Garcías 1977 seine Uraufführung in Cusco, wo er mit tosendem Applaus belegt wurde. Weitere Aufführungen des Films fanden ebenfalls 1977 in Lima statt und konnte als Reflexion über die Zeit der vorherigen Regierung aufgefasst werden.
Probleme dabei, die investierten Mittel der Genossenschaftsbauern wieder hereinzubekommen, führten zu erheblichen Konflikten zwischen Federico García und den Bauern und dabei auch zu einer persönlichen Feindschaft zwischen dem Regisseur Federico García und dem Hauptdarsteller Mario Herrera Hidalgo, der die Bauern bei den gerichtlichen Auseinandersetzungen um die verlorenen Finanzmittel vertrat.

## Handlung
1958 hat der reiche Hacendado Oscar Fernández mit seiner Hacienda Huarán im heutigen Distrikt Calca (Provinz Calca) der Region Cusco die absolute Macht im Urubamba-Tal (Willka Qhichwa, „Heiliges Tal der Inka“). Die Tochter des Hacendado beschuldigt den alten Hirten Mariano Quispe, ein Schaf gestohlen zu haben, woraufhin dieser ins Gefängnis geworfen wird. Der indigene Landarbeiter-Gewerkschaftsführer Saturnino Huillca Quispe kommt in die Hacienda Huarán, um eine Gewerkschaft zu organisieren und die Rückerlangung der von den Großgrundbesitzern geraubten Ländereien zu erreichen. Gemeinsam mit Mariano Quispe organisiert er eine Landbesetzung von Flächen, die einst ihren Vorfahren gehört hatten. Quispe wird 1962 jedoch vergiftet und stirbt, während die Gewerkschaft der Landarbeiter von der Polizei zerschlagen wird. 1968 kehren junge indigene Bauern unter Führung von José Zúñiga Letona und Rubén Ascue auf die Ländereien zurück. Die Großgrundbesitzer wehren sich gegen die Enteignung und lassen José Zúñiga Letona bei einem Fußballspiel umbringen. Die Bauern erlangen nach anfänglichen Rückschlägen jedoch ihr Land wieder, das ihnen durch die Landreform auch legal übereignet wird, und gründen eine landwirtschaftliche Genossenschaft, die den Namen des Märtyrers José Zúñiga Letona erhält.

## Kritiken
Angesichts dessen, dass die Geschichte des Films ihre Grundlage in den Tatsachenberichten der Bauern von Huarán hat, ist der Film Ergebnis eines kollektiven Zeugnisses. Der peruanische Soziologe Carlos Reyna Izaguirre hebt hervor, dass Federico García den Protagonisten Saturnino Huillca Quispe – als Analphabet und einsprachiger Cusco-Quechua bäuerlicher Gewerkschaftsführer – in diesem Film mit dem „Zeugnis eines organischen Intellektuellen“ näher an die Realität des Arbeitslebens und der politischen Praxis stellt und so seiner Rolle gerecht wird, ganz im Gegensatz zu Nora de Izcue mit ihrem Kurzfilm Runan Caycu von 1973, in dem Huillca lediglich im ersten Teil sichtbar und in Gänze hörbar ist, während seine Quechua-Stimme im weiteren Verlauf des Films von einer „allwissenden“ Erzählerstimme auf Spanisch praktisch ganz in den Hintergrund gedrängt wird. Der Film Kuntur Wachana bringt dagegen zum Ausdruck, was Carlos Reyna aus den Aussagen Huillcas in seinem von Hugo Neira 1974 herausgegebenen Zeugnisbericht herausliest, nämlich dass die Landreform von Velasco lediglich das legalisierte, was die Bauern großenteils schon selbst getan hatten: die Großgrundbesitzer zu vertreiben. De facto waren sie nach seiner Einschätzung 1969 nicht mehr Herren des Landes.
Federico García stammte aus Cusco und beherrschte im Gegensatz zu den anderen Filmregisseuren, die mit Saturnino Huillca arbeiteten, dessen Muttersprache Quechua und konnte sich deshalb mit ihm ohne Dolmetscher unterhalten. Er bezeichnet Saturnino Huillca als „einen der weisesten Menschen“, die er in seinem Leben getroffen habe. Darüber hinaus sei er ein Mesayoq (Misayuq, Quechua wörtlich: „Besitzer eines Tisches“), ein andiner Priester einer geheimen Bruderschaft. Isabel Seguí betont, dass in dem Film von Saturnino Huillca sehr tiefgründige Themen angesprochen werden. So antwortet er auf die Frage von Mariano Quispe, was für eine Sache der Tod sei: „Nichts wird in Wirklichkeit geboren oder stirbt, alles läuft vorüber wie ein Fluss. Wirklich wichtig sind nicht Geburt oder Tod, sondern die Qualität der Tage, die wir leben.“
Die Autoren der Website Historical Films about the Indigenous Peoples stellen Kuntur Wachana dem Film Jatun Auka von Jorge Sanjinés gegenüber. Während Sanjinés mit seinen schwarz-weißen Filmen jegliche Folklore und Romantisierung vermeiden will, nimmt Federico García in seinem Farbfilm Kuntur Wachana bewusst Bezug auf die indigenen Traditionen. Auch der Titel des Filmes kann als prophetisch angesehen werden, da er voraussagt, dass die Kondore, die mit der Ankunft Francisco Pizarros geflohen sind, wieder zurückkehren und die Stärke des Volkes wieder herstellen werden. Während bei Jatun Auka Saturnino Huillca den Film im Angesicht der erlittenen Niederlage mit dem Hinweis auf die Märtyrer und auf die Notwendigkeit abschließt, „bis zum Sieg“ zu gehen, endet Kuntur Wachana mit der Gründung der Genossenschaft, wo es keinen Hacendado mehr gibt, also mit einem Sieg.
Enrique Mayer stellt fest, dass Federico García in Kuntur Wachana das Genre des Indigenismo mit dem sozialistischen Realismus zu einem feierlichen kollektiven Epos verbindet, wobei er Sergei Michailowitsch Eisensteins Einfluss insbesondere in den weiten Landschaften erkennt, in denen Kolonnen von Bauern zu Chorälen von Celso Garrido Lecca auf dem Weg zur Übernahme der Ländereien marschieren. Während die bäuerlichen Helden im Sonnenlicht erscheinen, werden die Familie des Hacendado, der Priester und der Richter als Schattengestalten im Dunkel der Häuser dargestellt.
Ricardo Bedoya schreibt hierzu: „Der anfängliche Vorschlag war, sich auf ein kollektives Werk einzulassen, bei dem ein Drama aus dem Blickwinkel seiner hauptsächlichen Protagonisten geschaffen wird. Die filmische Behandlung dieses Vorschlags ging jedoch bald verloren, weil der Filmmacher sich in großem Umfang auf ältere, traditionellere Wege der Darstellung verließ und somit wenig Raum für Spontaneität, Verschmelzung der Abschnitte und die Darstellung von Unsicherheiten und Zögern einer gefilmten Gruppe von Menschen beließ, als diese an Ereignisse der Vergangenheit dachten, die aber noch frisch in ihrem Leben oder dem ihrer Eltern waren.“

## Preise
- Internationaler Preis der Kritik – FIPRESCI, Internationales Filmfestival Moskau, 1977
- Preis des Weltfriedensrats, Moskau, 1977
- Premio Niña de Plata, Festival Internacional de Cortometrajes y Cine Alternativo de Benalmádena (FICCAB), Benalmádena (Spanien), 1977